# Susana y los ancianos (Rembrandt)
Susana y los ancianos es una pintura del artista holandés Rembrandt, del período barroco. Es un cuadro al óleo sobre madera de palo morado terminado en el año 1647.Representa la historia de Susana, el personaje del texto deuterocanónico del libro de Daniel. La pintura se encuentra actualmente en la Pinacoteca de Berlín.

## Historia
Rembrandt pintó Susana y los ancianos cuando en el arte holandés los temas religiosos ya no eran tan comunes como en otras partes de Europa. De hecho, la mayor parte de las pinturas de ese tipo provenían del propio Rembrandt para entonces. Esta situación se debía a que, con el ascenso del protestantismo, había decaído el apego a las tradiciones católicas. Sin embargo, aunque Rembrandt estudió para su obra muchos temas modernos, siguió explorando temas bíblicos pese a la menguante popularidad de estos. Inicialmente basó Susana y los ancianos en una pintura homónima realizada por su maestro, Pieter Lastman. Rembrandt, como un estudio para su propia obra, copió el cuadro de Lastman en un dibujo fechado alrededor del año 1636. Sin embargo, la composición de la pintura que Rembrandt terminó en 1647 difiere notablemente de la de Lastman, salvo por algunas similitudes en el fondo. Mientras en la Susana de Lastman todas las figuras adoptan roles más pasivos, Rembrandt presenta una escena activa en la que un anciano agarra a Susana mientras ella gira su cuerpo para escapar. Solo el palacio del fondo recuerda la obra de su mentor.Al parecer, poco después que Rembrandt completara la pieza en 1647, la vendió a un coleccionista llamado Adriaen Banck por 500 florines.

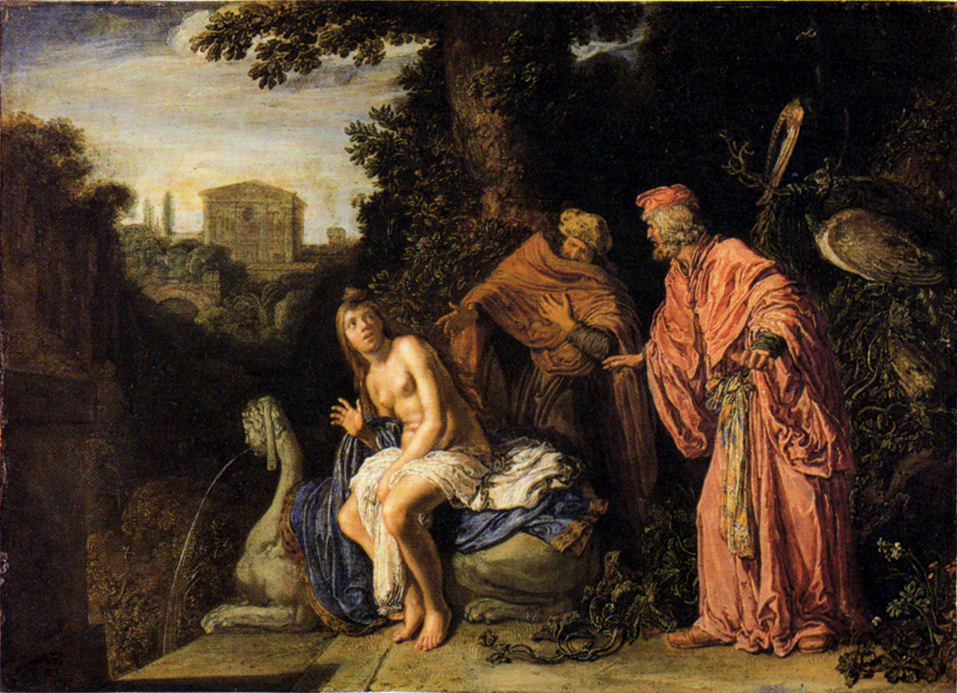
Susana y los ancianos de Pieter Lastman, obra en la que se inspira la versión de Rembrandt.

### Modificaciones posteriores
En 2015 se descubrió que el pintor y coleccionista Sir Joshua Reynolds alteró Susana y los ancianos tras adquirirlo para su colección a finales del siglo XVIII. Las exploraciones con rayos X han revelado que grandes porciones de la obra original fueron sobrepintadas encima y que otras partes se eliminaron con solventes. Reynolds hizo modificaciones en la mayor parte del fondo, dejando intactos solo las figuras de Rembrandt, el palacio babilónico a lo lejos y algunos elementos del primer plano. No está del todo claro por qué Reynolds efectuó modificaciones tan amplias, pero se sabe que alteraba obras de su colección.

### Propiedad
- Colección de Adriaen Banck, 1647 [4]
- Colección de Adriaen Maen, 1660 [4]
- Colección del barón Schönborn, 1738 [4]
- Colección de JAJ Aved, 1766 [4]
- Colección de Edmund Burke, 1769 [4]
- Colección de Sir Joshua Reynolds, 1795 [4]
- Comprado por Wilhelm von Bode para el Museo Kaiser-Friedrich de Berlín, 1883 [7]

## Contenido

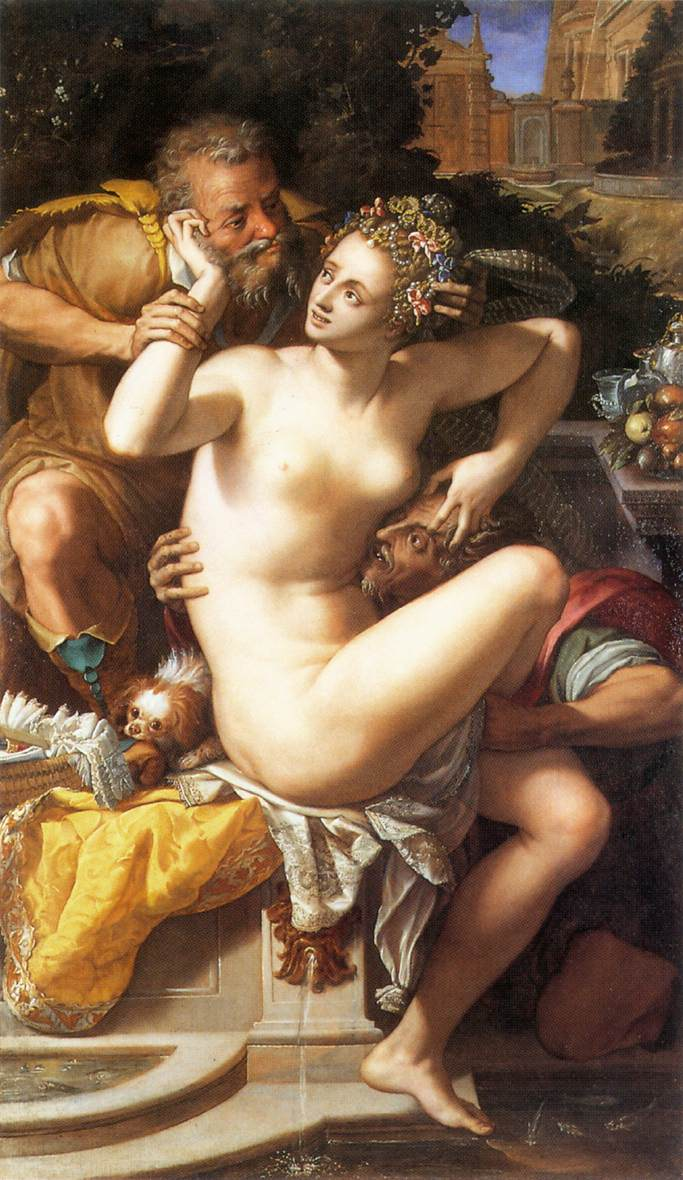
Alessandro Allori, Susana y los ancianos, 1561.

La pintura representa la historia de Susana según la tradición católica. La de Susana y los ancianos era una escena bíblica bastante representada por los artistas y cuenta con ejemplos de muchos artistas previos, siendo la de Pieter Lastman un ejemplo notable. Tradicionalmente se interpretaba esta historia como una representación de la fidelidad y la justicia de Dios. Cuando Susana es acusada injustamente y enfrenta la ejecución, ora y es salvada por el sabio plan que se le ocurre a Daniel para poner a prueba el testimonio de los ancianos.Los artistas que pintaban esta escena generalmente le infundían cierto erotismo, presentando a una Susana tentadora. La mayoría de las representaciones de este relato retratan a Susana como una figura tentadora o parecida a Venus. Ello es particularmente visible, por ejemplo, en la versión de Susana de Alessandro Allori, en la que, más que intentar escapar, la mujer casi parece estar retozando con los hombres. En otras versiones, como la de Lastman, la intrusión de los ancianos se considera más una molestia menor que un asalto. Sin embargo, la pieza de Rembrandt favorece una representación fundamentada en el episodio, sin la añadidura de la seducción, y centrada más en el aspecto moral y en Susana como víctima.[cita requerida]

## Descripción visual
La Susana de Rembrandt se diferencia mucho de las versiones anteriores. Mientras en las pinturas previas Susana tenían un carácter sensual y erótico, Rembrandt la muestra como víctima de un intento de violación más fiel al relato bíblico.Susana intenta alejarse del anciano que ha asido su ropa y mira al espectador como pidiendo ayuda. Por eso se ha sugerido que aquí se hace del espectador más un partícipe que una suerte de voyeur oculto, como ocurre en otras versiones.La expresión de la mujer parece de angustia, a diferencia de versiones anteriores, donde parecía desconcertada o hasta lujuriosa. Con esto la pintura se vuelve menos una pieza erótica para el mecenas y se centra más en la historia bíblica. La pintura es colorida y tiene las intensas luces y sombras por las que se conoce a Rembrandt. Susana estaba desnudándose y por entrar a la piscina a bañarse cuando los dos ancianos la interrumpen. Parece angustiada cuando el menos viejo agarra su ropa y la mira de reojo. Muchas características de la pintura tienen un aire orientalista. En el contexto se pueden ver ejemplos de ello en la exuberancia del ambiente, con un denso follaje tropical en torno a la piscina y la orilla opuesta del río. La vestimenta de los ancianos es otro ejemplo, en particular sus turbantes. Además, al fondo se ve un palacio babilónico. Los artistas holandeses conocían estos rasgos "orientales" a través de libros de ilustraciones de comerciantes que habían registrado lo que habían visto en Asia.Tales rasgos son una especie de fantasía basada en información escrita, bocetos y relatos de segunda mano.

Diversos estudios de Rembrandt para Susana y los ancianos
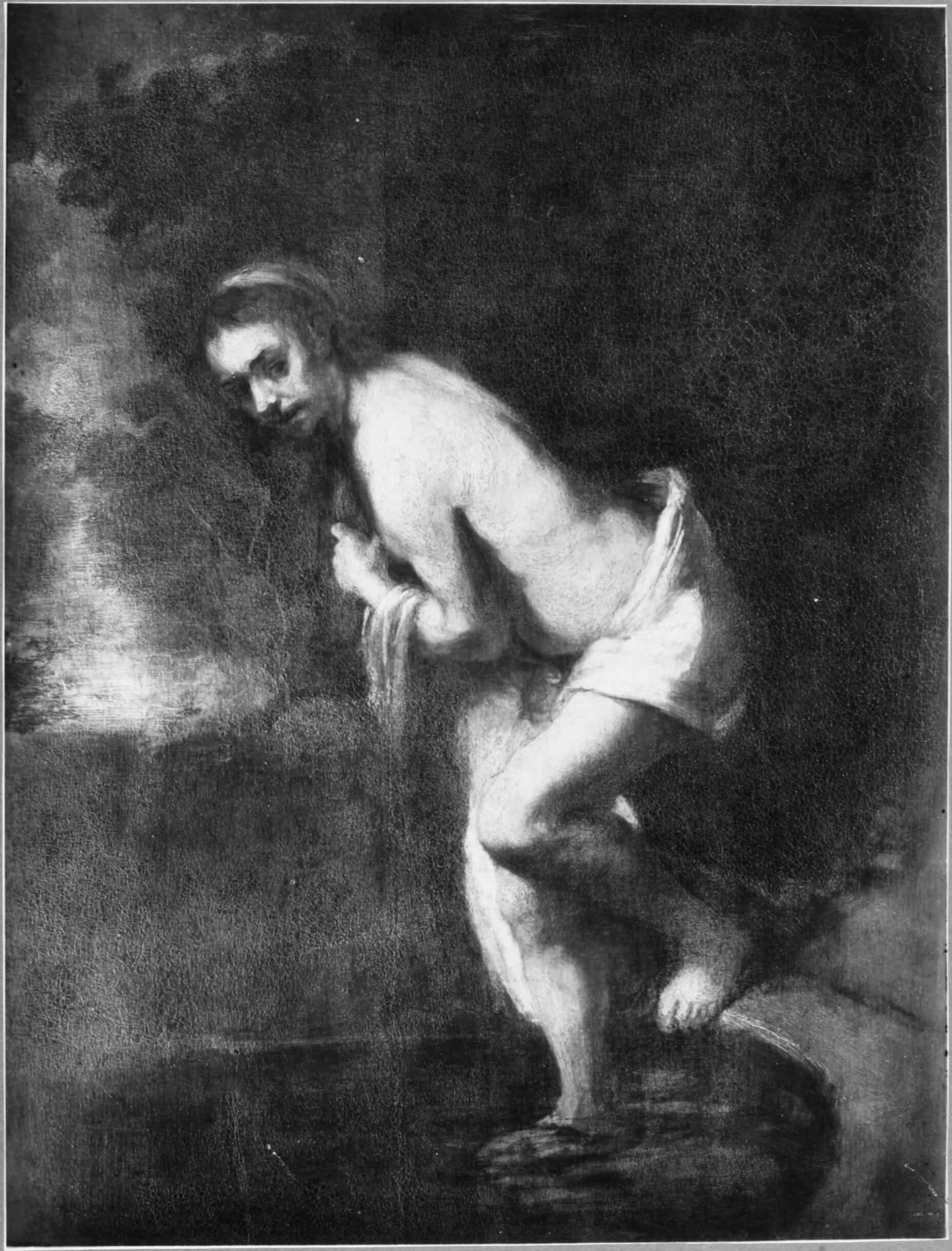
Museo del Louvre (HdG 58).
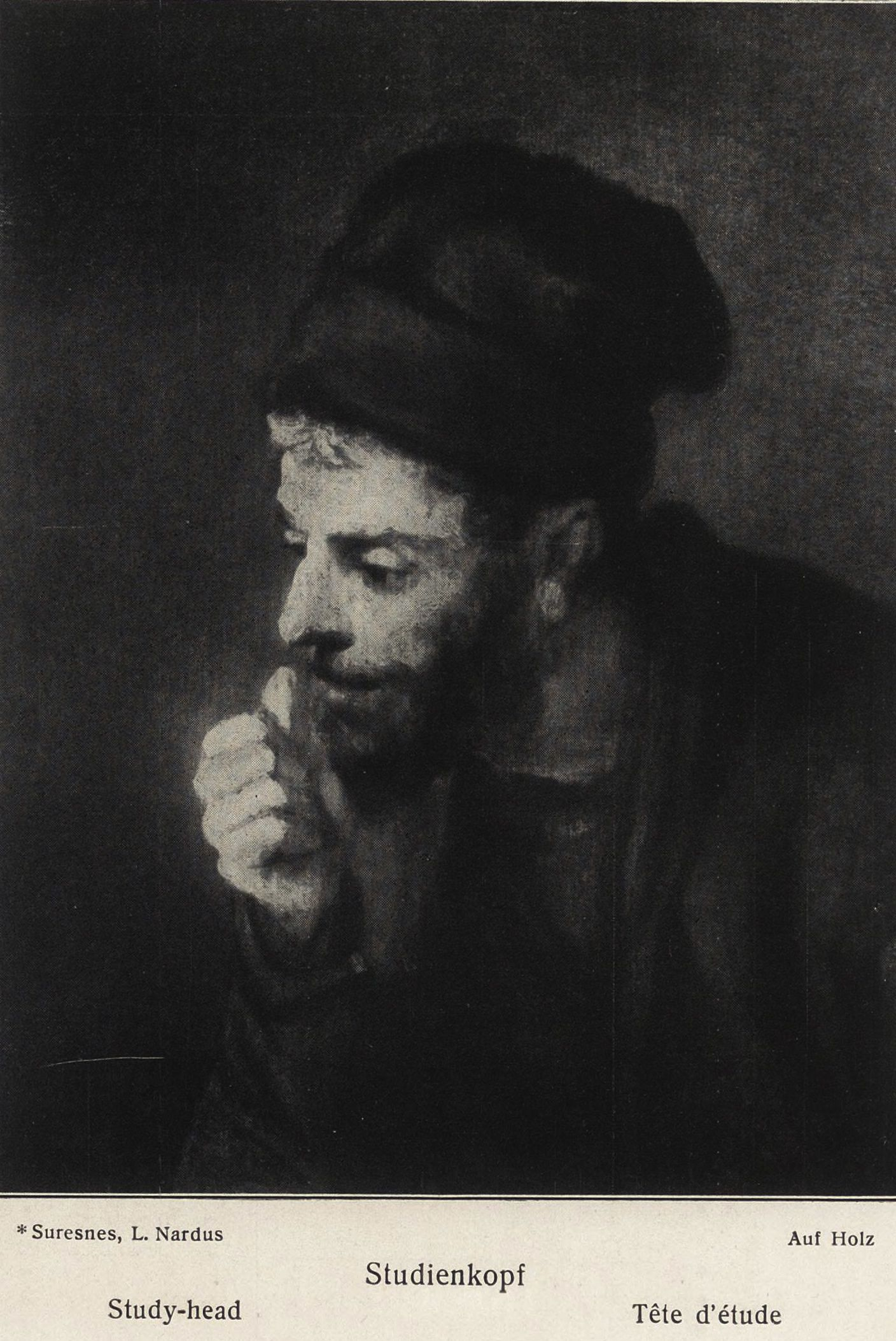
Colección privada (HdG 59).
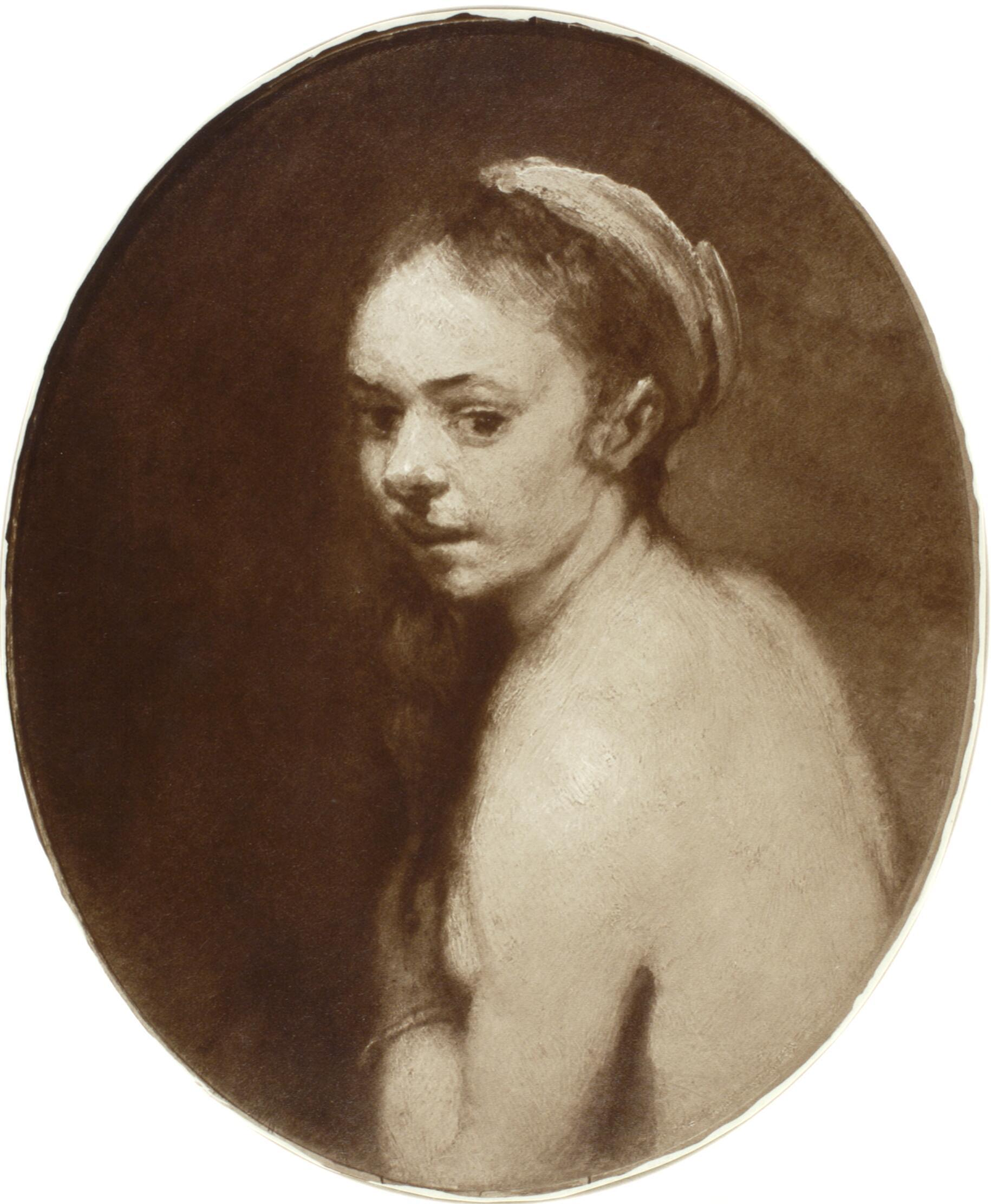
Museo Bonnat (HdG60).